# الانتخابات البرلمانية المصرية 1925
الانتخابات البرلمانية المصرية 1925 أو الانتخابات النيابية المصرية 1925 هي انتخابات للبرلمان المصري كانت قد عُقدت بعد حل مجلس النواب في 24 ديسمبر 1924. عُقدت الانتخابات في 23 مارس 1925، وشهدت خسارة حزب الوفد لمعظم مقاعده.

## النتائج
| الحزب               | الأصوات | % | المقاعد | +/–  |
| ------------------- | ------- | - | ------- | ---- |
| حزب الوفد           |         |   | 86      | –102 |
| أحزاب أخرى ومستقلون |         |   | 129     | +102 |
| أصوات باطلة         |         | – | –       | –    |
| الإجمالي            |         |   | 215     | 0    |